# Gunvor Westelius
Gunvor Margareta Westelius, född Hulteus 18 april 1932 i Sankt Görans församling, Stockholm, död 10 april 2014 i Saltsjöbadens församling i Stockholms län, var en svensk målare och textilkonstnär. 

## Biografi
Gunvor Westelius föddes 1932 i Stockholm. Westelius praktiserade hos Lena Larsson och Astrid Sampe, NK-bo, NK Textilkammare. Mellan åren 1952 och 1956, gick hon på textillinjen på Konstfack. Som målare ställde hon ut i samlingsutställningar och separatutställningar från 1969 till 2000. År 2014 hölls en retrospektiv utställning i Grünewalds ateljé i Saltsjöbaden. Motivkretsen var natur (ofta skärgård), stadsmiljöer och porträtt i akvarell och olja. Hon var medlem i Föreningen Svenska konstnärinnor (FSK) och Konstnärernas riksorganisation (KRO), verksam i KRO:s lånefondskommitté och ateljégrupp. Hon var också ledamot i Stockholms stads socialrotels inköpsnämnd.[källa behövs] Westelius avled 2014 i Saltsjöbaden i Nacka kommun.
Orgelfronter i samarbete med orgelbyggaren Walter Thür i Uppenbarelsekyrkan i Saltsjöbaden, Bollmoradalens kyrka,  Teleborgs kyrka i Växjö stift, Musikhögskolan i Stockholm, [källa behövs], senare flyttad till St:a Ceciliakapellet i Burträsk.